# Vickers Varsity

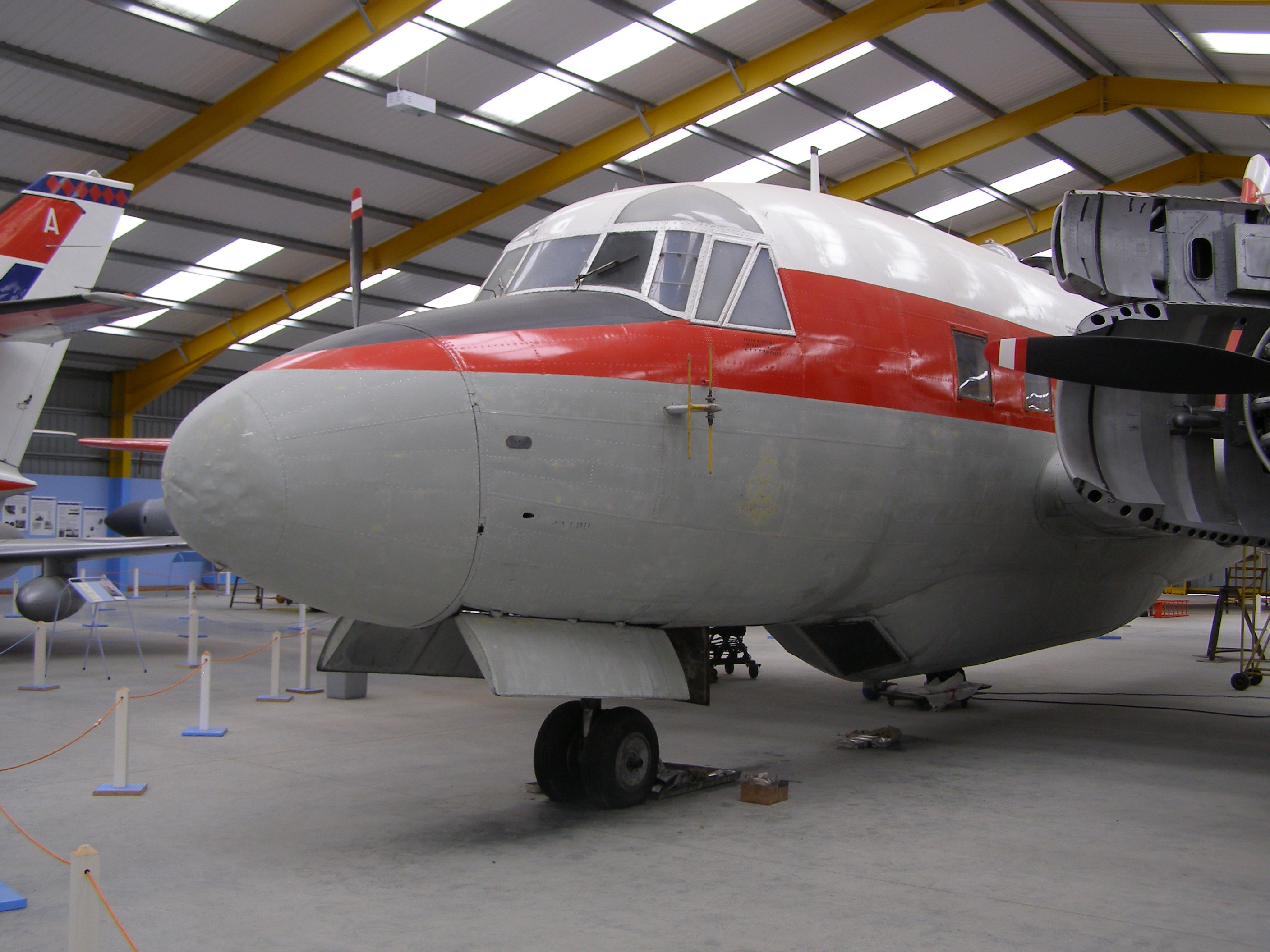
Vickers Varsity T1 de la Royal Air Force au Newark Air Museum en Angleterre

Le Vickers Varsity  est un bimoteur d'entrainement militaire britannique de la fin des années 1940 développé à partir de l'avion civil Vickers VC.1 Viking construit à 160 unités.
Son premier vol a lieu en 1949, il entre en service dans la Royal Air Force en 1951 et le quitte en 1976.